# Le Révolté
Le Révolté fue un periódico anarquista fundado en Ginebra el 22 de febrero de 1879 por Kropotkin, François Dumartheray y Herzig ayudados por Eliseo Reclus y Jean Grave que se hicieron cargo de la edición del periódico en 1883. Su primera tirada fue de 2000 números. Se instaló en París el 12 de abril de 1885.
Su aparición era bimestral y luego se convertirá en semanal desde el 15 de mayo de 1886. Condenado el 3 de septiembre de 1887 por la organización de una lotería no autorizada, el periódico cambió su nombre para escapar de la multa y se convierte en 17 de septiembre de 1887 en el diario La Révolte. El título desaparece 10 de marzo de 1894.